# Terrasse marine

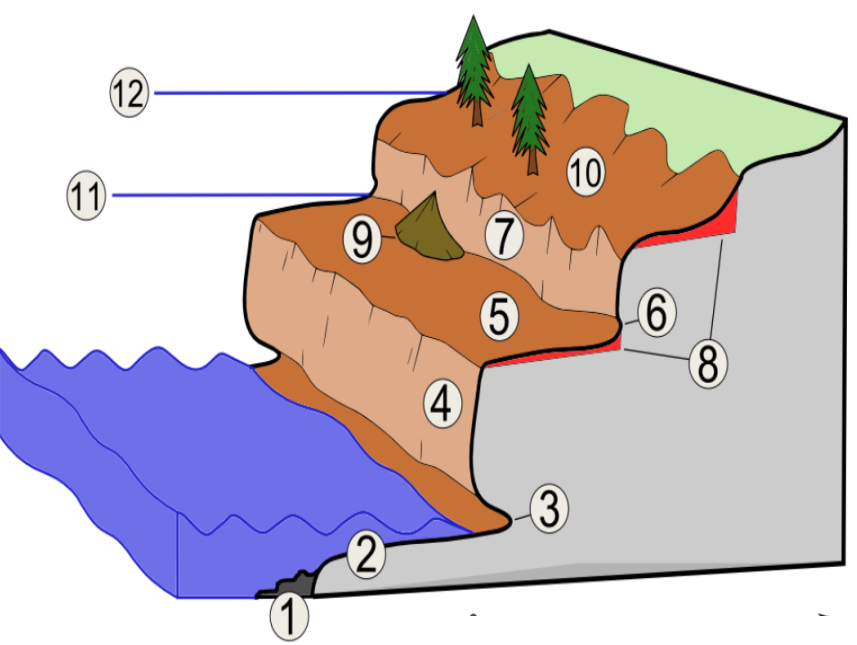
Séquence de terrasses marines :
1) falaise sous-marine, 2) platier actuel, 3) encoche littorale, 4) falaise actuelle, 5) paléoplatier I, 6) angle du paléorivage, 7) paléofalaise I, 8) colluvion, 9) cône de déjection, 10) platier II, 11) paléorivage I, 12) paléorivage II.

Une plate-forme ou un platier rocheux fossile est nommé terrasse marine ou paléoplatier.

## Morpho-genèse côtière Quaternaire
L’évolution Quaternaire d'une côte est le résultat morphologique de l’évolution de l’interaction entre tectonique (le plus souvent verticale) et eustatisme surimposé aux conditions locales (lithologie, marnage).
Les formes enregistrées sont à l’image de ces deux paramètres et de leurs combinaisons possibles, relativement complexes et de ce fait ont frappé la majeure partie des civilisations. Dans le Dreamtime des aborigènes australiens la transgression Holocène est clairement mentionné tandis que le déluge biblique a servi à expliquer la présence de traits de côtes fossiles sur les côtes européennes et méditerranéennes.
Les paléo-traits de côte sont enregistrés morphologiquement sous la forme de « terrasses marines », d’encoches littorales, dans certains cas de cordons littoraux d’âges pléistocène ou holocène. Ces morphologies sont parfois rencontrées isolées mais le plus souvent sous forme de séquences de paléo-morphologie pouvant comprendre ou non des dépôts sédimentaires.
En tant que tels, la genèse de séquences de morphologies littorales ou côtières sur certains segments n'a été expliquée que récemment. Ces terrasses sont parfois aussi des témoignages de rebonds post-glaciaires et d'« oscillation du niveau de la mer ».
Suivant le mouvement tectonique les séquences morphologiques sont émergées (en cas de soulèvement) soit immergées (en cas de subsidence). Dans ce dernier cas, l’observation est rendue difficile et ces morphologies sont peu décrites dans la littérature scientifique.

## Morphologies
Une plate-forme d’abrasion est une surface faiblement inclinée vers la mer, taillée par les vagues dans le substrat rocheux constituant la côte. Elle se termine en haut de l’estran par un escarpement, une falaise littorale plus ou moins prononcée. Cette rupture de pente, parfois nommée pied de falaise, matérialise le niveau 0 de la mer.

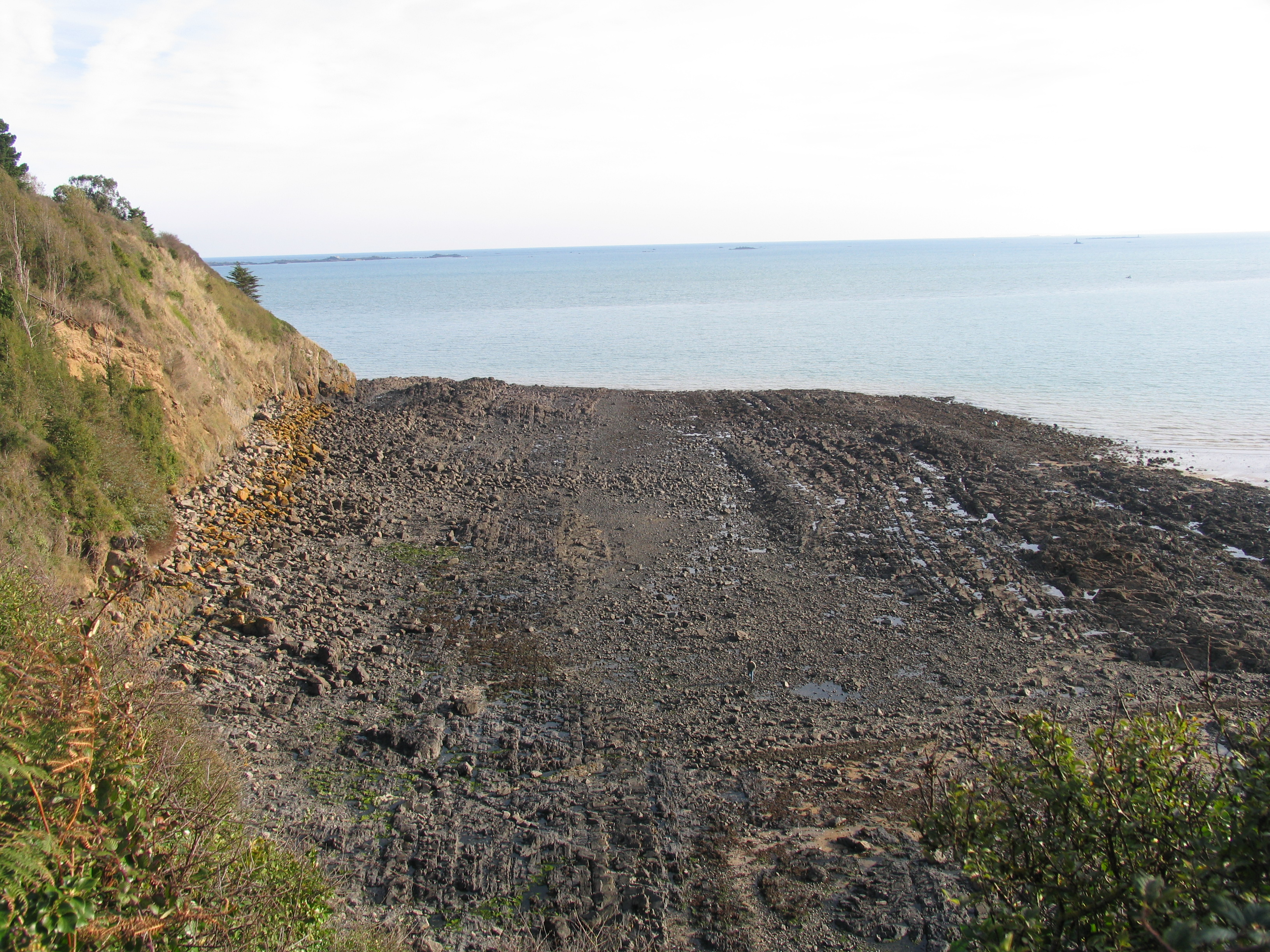
Plate-forme d'abrasion

Au niveau morphologique, le pied de falaise peut être une encoche, une entaille, une rupture de pente en haut d'une plate-forme plus ou moins développée.

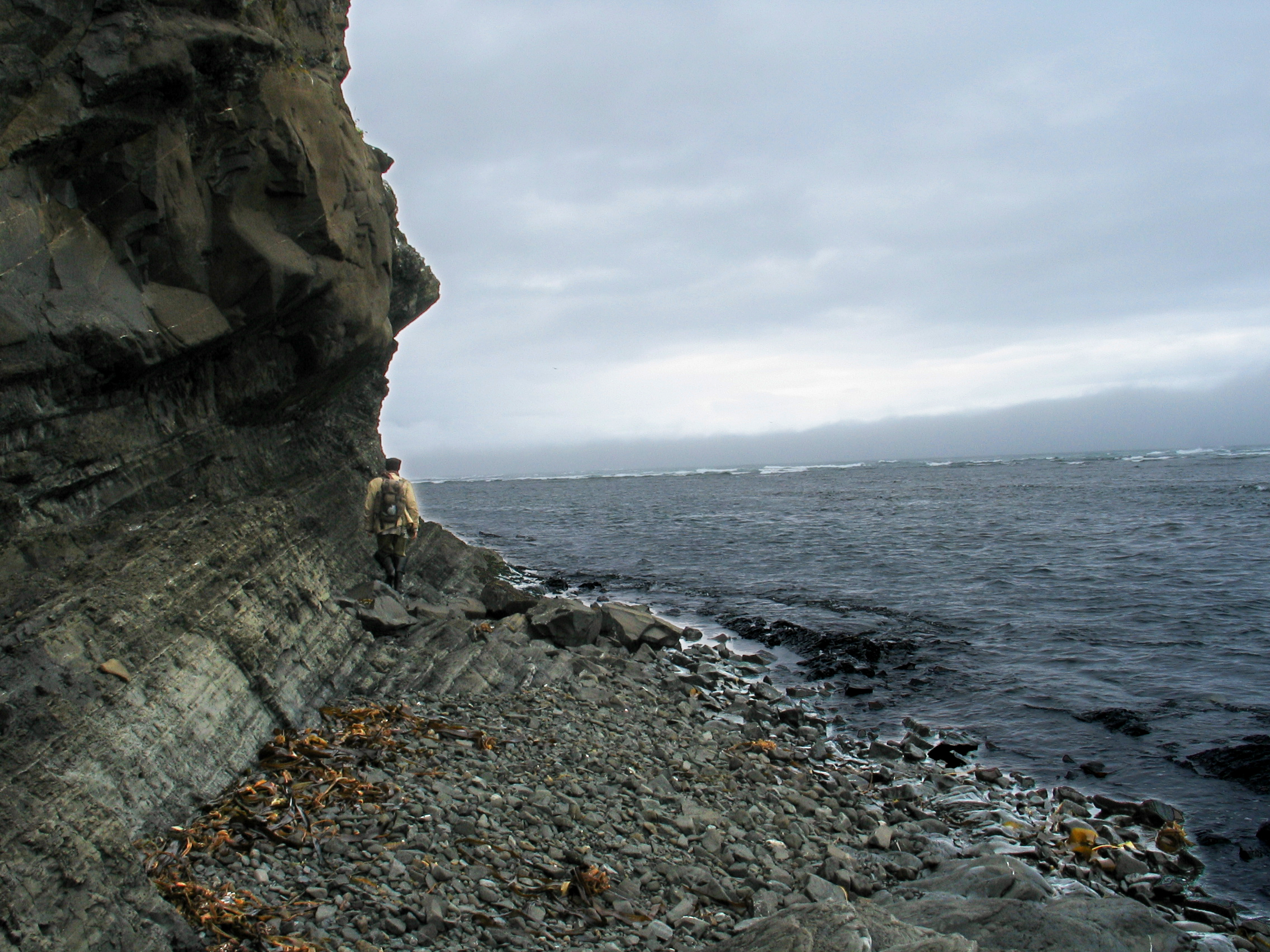
Encoche en pied de falaise

Les terrasses marines sont des plates-formes d’abrasion fossiles. Elles se rencontrent parfois isolées mais le plus souvent sous forme de séquences. Une séquence peut être assimilée à une succession de pieds de falaise, plus ou moins espacés, qui permettent de quantifier les soulèvements côtiers ou les variations eustatiques Quaternaires.
Ces terrasses et encoches peuvent être le résultat de types de processus différents et de leurs combinaisons possibles :
1. cosismiques : Les terrasses d’origine cosismique sont dues à un mouvement brusque après un séisme. Elles sont presque exclusivement observées pour la période de temps correspondant à l’Holocène. Elles sont généralement peu larges (<10 m), on parle parfois de trottoir d'abrasion, et ne dépassent pas les 100 m d'altitude : environ 50 m à Taïwan[6], 38 m sur la péninsule de Kamchatskiy, Kamtchatka[7] ;
2. glacio-isostatique : Ces séquences sont préservées sur les côtes qui ont été englacées durant la dernière période glaciaire. Le soulèvement post-glaciaire peut y être extrêmement rapide (>10 mm/an[8] avec un record à environ 1 mètre par siècle en Hudsonie au Québec) ;
3. tectono-eustatiques : Les terrasses tectono-eustatiques concernent la totalité du Quaternaire. Suivant le mouvement tectonique, les séquences morphologiques sont émergées (soulèvement) ou immergées (subsidence). Ces dernières subaquatiques sont peu décrites. Les séquences émergées correspondent à l’enregistrement géomorphologique des différents hauts niveaux marins (période interglaciaire) Quaternaires surimposés sur une côte en surrection (Lajoie, 1986). Pour ces séquences, les terrasses sont généralement moins larges qu’un kilomètre[9] et l’ensemble s’élève parfois à plusieurs centaines de mètres au-dessus du niveau marin actuel.

## Utilisation
Que ce soit au niveau tectonique ou eustatique, la comparaison entre le niveau 0 actuel et les paléo-niveaux 0 des phases de hauts niveaux marins (stades interglaciaires) permet d’établir les amplitudes et les durées des phénomènes enregistrées (haut niveau marin, soulèvement).
Rappelons l’équation de base entre altitude et eustatisme pour une morphologie côtière donnée (encoche littorale, terrasse) :
Avec
 E = altitude actuelle du paléo-niveau zéro. Deux méthodes sont communément utilisées pour identifier un paléo-niveau marin 0: en reconnaissant des dépôts de plage ou des dépôts de la zone intertidale ou en utilisant des évidences morphologiques précises: pieds de falaise, encoche littorale.
 e= altitude « eustatique » (par rapport au niveau marin actuel) du paléo-niveau zéro responsable de la formation de la morphologie
A= âge du haut niveau marin responsable de la formation de la terrasse marine.
Cette équation à deux inconnues (V et e) permet d’en déterminer une en connaissant l’autre.
Les vitesses de surrection sont V en mm/an ou m/ka.

## « Mode d'emploi »
La reconnaissance du style (rocheux, sableux) et de la dynamique côtière (subsidence, soulèvement) est l’étape primordiale de toute étude morpho-tectonique d’un segment de côte. Au niveau local, la latitude (rebond glacio-eustatique) l’intensité et la périodicité des marées, la lithologie côtière, les directions principales de houle, l’influence d’événements « exceptionnels » (El Niño, tsunamis) sont quelques-uns uns des nombreux facteurs contrôlant le style de l’enregistrement des niveaux zéros.
L’altitude actuelle des morphologies est le paramètre primordial à déterminer sur le terrain.
Ces morphologies sont plus ou moins bien préservées, et peuvent même être totalement effacés par l’érosion en quelques dizaines de milliers d’années.
De même, doivent être considérées dans la mesure de l’altitude, les nombreuses sources d’erreurs possibles (dues à l’appareillage, au niveau zéro considéré par exemple).
Les marges d’erreur maximales sur l’altitude des pieds de falaises correspondent généralement aux marges d’erreurs cartographiques (pied de falaise inaccessible ou détruit). Les marges d’erreur minimales sont obtenues par nivellement. Pour des morphologies proches du rivage et d’altitude basse on arrive à une précision de 10 cm.
Pour déchiffrer les relations entre eustatisme et tectonique, il existe deux types de termes. Les premiers sont déterminés au niveau régional (altitude) tandis que les seconds sont connus au niveau global et sont donc tirés de la littérature (eustatisme, âge). Les interactions entre ces deux échelles sont étroites. L’altitude d’un paléo-trait de côte doit être calibrée à un niveau de référence actuel (niveau 0 des marégraphes de la zone d’étude), tandis que les âges fournis par les datations sont associés de manière discrète aux âges des S.I. Les altitudes par rapport à l’actuel des paléo-hauts niveaux marins pléistocènes sont quant à eux déterminés de manière globale et ne tiennent pas compte des variations locales possibles du géoïde (à l'Holocène).
La datation précise des dépôts littoraux pléistocène et holocène permet l’interprétation des morphologies observées.
Les méthodes suivantes sont couramment utilisées: Carbone 14, racémisation des acides aminés, U/Th, luminescence : thermoluminescence ou stimulée optiquement par infra-rouge (IRSL), et la téphrochronologie.
Dans le cas des terrasses pléistocènes tectono-eustatique, rappelons que l’âge utilisé dans le calcul du taux de soulèvement n’est pas un âge obtenu directement par datation mais l’âge du stade isotopique (MIS) associé au haut niveau marin responsable de l’abrasion de la terrasse. Cet âge est généralement proche de l’âge obtenu directement sur le matériel de la terrasse si celui-ci est prélevé à proximité du pied de falaise. L’âge A du stade isotopique peut être soit 1) un âge astronomique qui correspond à l’âge du maximum d’insolation produit par la variation des paramètres extra-orbitaux 2) soit un âge moyen découlant de synthèses des données radiométriques.
La quantification du soulèvement permet en particulier d’apporter des éléments de réponses quant à son origine et donc de mieux contraindre les paramètres géodynamiques : subduction de ride, marge passive en strike-slip, frontière de plaque dans le coin nord ouest du pacifique.

## Informations tectoniques
Chaque séquence de terrasses marines possède un style particulier (nombre de terrasses, espacement entre les pieds de falaise) qui en relation directe avec les modalités de la déformation. Ainsi, il est possible de dater de manière morpho-stratigraphique la totalité d’une série de terrasses si certaines terrasses ont été corrélées à des stades isotopiques par datation directe de leurs dépôts.
On note par exemple la prépondérance et la complexité des terrasses marines liées à l’interglaciaire actuel (Holocène), au dernier interglaciaire MIS. 5, au MIS 9 et la réduction voir l’absence des terrasses liées au stade isotopique 7,,.
Le dernier interglaciaire s’étend de 134-75ka et correspond au stade isotopique 5 nommé Eémien au sens large. Cet interglaciaire a connu 3 hauts niveaux marins relatives (5a, 5c,5e). Le maximum de cet interglaciaire est le sous-stade isotopique 5e nommé Eémien au sens strict. Diverses appellations locales désignent ce même stade 5e comme Ouljien au
Maghreb, Tyrrhénien en Europe méditerranéenne, Sangamonien aux États-Unis ou encore Pelukien en Alaska. L’âge du MISS5e a été fixé 02comme étant compris entre 134 et 113ka.
Les séries de terrasse enregistrées sont généralement complexes : l’aspect général de la séquence étagée dépend en partie des changements eustatiques de la fin du Pléistocène mais surtout du taux de surrection de la zone en question,,.
L’idée de base peut être résumée de la manière suivante : plus une côte se soulève rapidement plus on enregistre de niveaux de terrasses marines. En effet, un soulèvement fort mettra très rapidement les traces des hauts niveaux marins à l’abri des oscillations eustatiques postérieures.
Bull (1985) a comparé les répartitions en altitude des terrasses marines le long d’une portion de côte en fonction du taux de soulèvement. Plus récemment, des modèles mathématiques ont été créés et utilisés afin de réaliser la même comparaison pour des taux de soulèvements compris entre 0,11 mm/an et 0,74 mm/an pour 26 cycles interglaciaires et en tenant compte de l’amplitude des fluctuations eustatiques et de la nature de l’encaissant.
Il apparaît que :
1. le taux d’érosion augmente avec le taux de variation du niveau marin,
2. le nombre de terrasses croît avec le taux de soulèvement ou de subsidence de la portion de continent considérée et avec la pente de l’arrière pays.

Par exemple, avec un taux de surrection de 0,3 mm/an les terrasses marines liées au dernier stade interglaciaire (S.I. 5e) sont soulevées jusqu’à une altitude d’environ 45 m (). En fonction de la nature de l’encaissant, on peut observer une, deux ou aucune terrasse au-dessous de celle correspondant au dernier maximum interglaciaire. Avec un taux de soulèvement plus rapide (par exemple 0,8 mm/an) les terrasses marines corrélées au S.I. 5e peuvent se retrouver soulevées à une altitude avoisinant les 100 mètres. Dans ce cas, une série comportant jusqu’à 5 terrasses peut être enregistrée. Dans le cas de soulèvements très rapide (>1 mm/an), les terrasses marines relatives au S.I. 3 (considéré comme un interstade car ne correspondant pas vraiment à un interglaciaire) peuvent être présentes à l’air libre,. Ce phénomène permet la création de terrasses marines exceptionnellement larges sur certaines côtes en surrection. Mais, ces terrasses marines extrêmement larges peuvent aussi être créés de la manière suivante : imaginons deux plates-formes dont les altitudes de pieds de falaise sont très proches, c’est-à-dire que la différence d’altitude entre le bord distal de la terrasse supérieur et le pied de falaise de la terrasse inférieur est faible (<10m). L’érosion aérienne ou les dépôts continentaux peuvent aplanir ou masquer ce saut dans la topographie. Dans ce cas là, seule une étude détaillée permet de détecter la présence du pied de falaise intermédiaire aux deux terrasses marines. Cet étagement est bien sûr lié au taux de surrection mais aussi aux différences relatives entre les niveaux marins des phases interglaciaires responsables de la formation des terrasses marines. Sur les côtes subissant un soulèvement faible à moyen (<0,5 mm/an) les réoccupations de terrasses par des plates-formes plus récentes sont fréquentes. Et plus particulièrement pour les hauts niveaux relatifs au S.I. 5e et 7, la réoccupation par le haut niveau suivant est couramment observée.
Ainsi le taux de soulèvement est, au niveau du Quaternaire, un des paramètres qui conditionnent la morphogénèse côtière. Cependant le rôle d’autres paramètres et de la lithologie en particulier ne doit pas être sous-estimé.
Au niveau régional (de la dizaine à la centaine de km), dans une zone donnée, la succession des lignes de côte permet de déterminer l’histoire du soulèvement de cette zone. Il suffit d’appliquer l’équation précédente à chaque pied de falaise en ayant daté ou estimé l’âge de chaque terrasse. On obtient ainsi une quantification précise (au dixième de mm/an près) du taux de soulèvement mais aussi une idée très correcte des variations de ce taux de soulèvement d’une phase interglaciaire à l’autre. Ce taux de surrection peut alors être extrapolé (en supposant le soulèvement constant) afin de dater de manière chronostratigraphique les terrasses marines non datées de manière absolue. À cette échelle, les terrasses marines permettent de caractériser très précisément l’évolution tectonique et géomorphologique des zones considérées en fonction du contexte géodynamique local (Par exemple, il est possible d’étudier le développement de réseau hydrographique car les terrasses marines constituent des zones nouvellement gagnées sur la mer.
En définitive, les séquences de terrasses marines renseignent sur la tectonique à trois échelles différentes pour lesquelles nous proposons ici une quantification métrique indicative. Ces échelles se superposent. Au niveau local (m au km), la variation d’altitude observée le long d’un même pied de falaise ne peut évidemment pas être expliquée par une variation du géoïde marin. Cette variation d’altitude est due
1. soit à un basculement ou une flexure si le changement d’altitude est graduel,
2. soit à une faille si la variation d’altitude est brutale, et
3. soit à une combinaison des deux phénomènes.

Comme la présence des terrasses marines n’est généralement pas continue (présence préférentielle sur les pointes et les caps, par exemple), il faut établir des vitesses de surrection pour chaque zone où des terrasses marines sont présentes. La comparaison de ces vitesses de surrection permet de dresser une carte des taux de soulèvement côtiers secteur par secteur pour de vastes segments de côtes. Certaines études (Équateur - Pérou, Argentine, Brésil, Basse Californie) traitent de terrasses s’étendant sur plusieurs centaines voire milliers de km (Franca Barreto et al., 2002; Ortlieb et al., 1996a et b; Pedoja et al., 2006a et b; Rostami et al., 2000; Saillard et al., 2009 et 2011; Regard et al., 2010).

## Informations eustatiques
Au niveau eustatique (e), les séquences de terrasses marines, de plates formes d’abrasion, d’encoches littorales, de certains dépôts littoraux (terrasses construites), d’organismes biologiques fixés, (FBI,) sont d’excellents outils permettant de quantifier l’amplitude et la durée des hauts niveaux marins. Actuellement les efforts se portent plus précisément sur l’identification des niveaux relatifs 1) au maximum du dernier interglaciaire (MIS 5e), et à l’Holocène moyen (mid-holocene highstand), avec une résolution de l’ordre du millier voir de la centaine d’années dans ce dernier cas. De manière générale, les variations du niveau marin relatif (Relative Sea Level) résultent de la combinaison :
1. de l’eustatisme ;
2. de l’isostasie ;
3. du régime tectonique ; et
4. des processus côtier locaux (sédimentation…)[31],[32].

Ainsi, on distingue la glacio-eustasie qui correspond au stockage de l’eau sous forme de glace, la tectono-eustasie qui correspond aux variations de volume des bassins océaniques en conséquence des mouvements crustaux et l’eustasie géoïdale.
Au niveau géoïdal par exemple, on observe à cause de la rotation de la terre un aplatissement des masses d’eau aux pôles et à un renflement à l’Équateur avec une différence moyenne de 180 m. L’isostasie correspond aux processus de modifications de la forme de la terre et de son champ magnétique en réponse aux changements des masses glaciaires. On distingue la glacio-isostasie (soulèvements post-glaciaire par exemple) de l’hydro-isostasie (subsidence du fonds océanique sous la masse d’eau résultante d’une déglaciation). La combinaison de ces paramètres fait que le niveau marin n’est constant ni dans le temps, ni dans l’espace. Actuellement, le globe est divisé en cinq zones avec des comportements distincts quant aux variations eustatiques du niveau marin lors de l’Holocène moyen et supérieur.
La combinaison de ces paramètres fait que le niveau marin n’est constant ni dans le temps, ni dans l’espace. Actuellement, le globe est divisé en cinq zones avec des comportements distincts quant aux variations eustatiques du niveau marin lors de l’Holocène moyen et supérieur.
En France le laboratoire qui s'intéresse le plus à la morphogénèse des littoraux est l'équipe M2C, à l'Université de Caen Basse-Normandie.